# اسکولک
اِسکولَک؛ روستایی از توابع بخش مرکزی شهرستان رودبار واقع در استان گیلان میباشد. اسکولک مرکز دهستان رستم آباد شمالی است. این روستا در ۳۵ کیلومتری مرکز استان(رشت) و در ابتدای جاده قدیم قرار دارد.

## جمعیت
اسکولک دارای بیش از ۱۰۰۰ نفر (۳۵۰ خانوار) میباشد.

## زبان
مردم این روستا به زبان محلی‌اسکولکی مختص همان منطقه صحبت میکنند و به زبان های تالشی و گیلکی نیز مسلط هستند.

## امکانات
روستای اسکولک دارای ایستگاه آتش نشانی، خانه بهداشت، مرکز مخابرات، مدرسه(مقاطع ابتدایی و دوره اول)، مجتمع خدمات رفاهی(هایپرمارکت، فست‌فود، کافی‌شاپ، زیتون‌سرا و...)، پمپ بنزین و گازوئیل، زمین چمن طبیعی فوتبال، زمین فوتبال و والیبال ساحلی، نانوایی لواش و بربری، پوشش اینترنت ADSL(ثابت) و 4.5G(همراه) و... می‌باشد.

## نام روستا
وجه تسمیه : اِسکو = سکا، Skuda، Sku، قبیله ای هستند که از منطقه گیلان عبور و بطرف روسیه رفته اند. لَک = ایل، طایفه، قوم. اسکولک، یعنی قوم اِسکو (سکا).
1. ↑  «اجرای طرح هم کد سازی تلفن ثابت». وبگاه شرکت مخابرات ایران. بایگانی‌شده از اصلی در ۲۶ اکتبر ۲۰۱۴. دریافت‌شده در ۱ نوامبر ۲۰۱۴.